# Zonantes signatus
Zonantes signatus là một loài bọ cánh cứng trong họ Aderidae. Loài này được Haldeman miêu tả khoa học năm 1848.